# Кастелето д'Орба
Кастелето д'Орба (итал. Castelletto d'Orba) је насеље у Италији у округу Алесандрија, региону Пијемонт.
Према процени из 2011. у насељу је живело 1252 становника. Насеље се налази на надморској висини од 209 м.

## Становништво
| 1936. | 1951. | 1961. | 1971. | 1981. | 1991. | 2001. | 2011. |
| ----- | ----- | ----- | ----- | ----- | ----- | ----- | ----- |
| 2.664 | 2.385 | 2.084 | 1.913 | 1.833 | 1.849 | 1.891 | 2.096 |